# Васко Жеков
Васко Жеков е български писател. Автор на 15 белетристични книги.

## Биография
Васко Жеков е роден на 9 януари 1941 година в село Ласкар, Плевенско. Завършва специалност „Българска филология“ във ВТУ „Св. св. Кирил и Методий“.
Бил е актьор в Плевенския куклен театър. Повече от 15 години е бил редактор и завеждащ отдел във вестник „Литературен фронт“, секретар на СБП (1990 – 1994), говорител на Съюза на българските художници и директор на Националния литературен музей (до 2004 г.).
Играе второстепенна роля (на д-р Берберян) във филма „Ти, който си на небето“ (1990) на режисьора Дочо Боджаков, по сценарий на Виктор Пасков.